# Lipopolisacárido

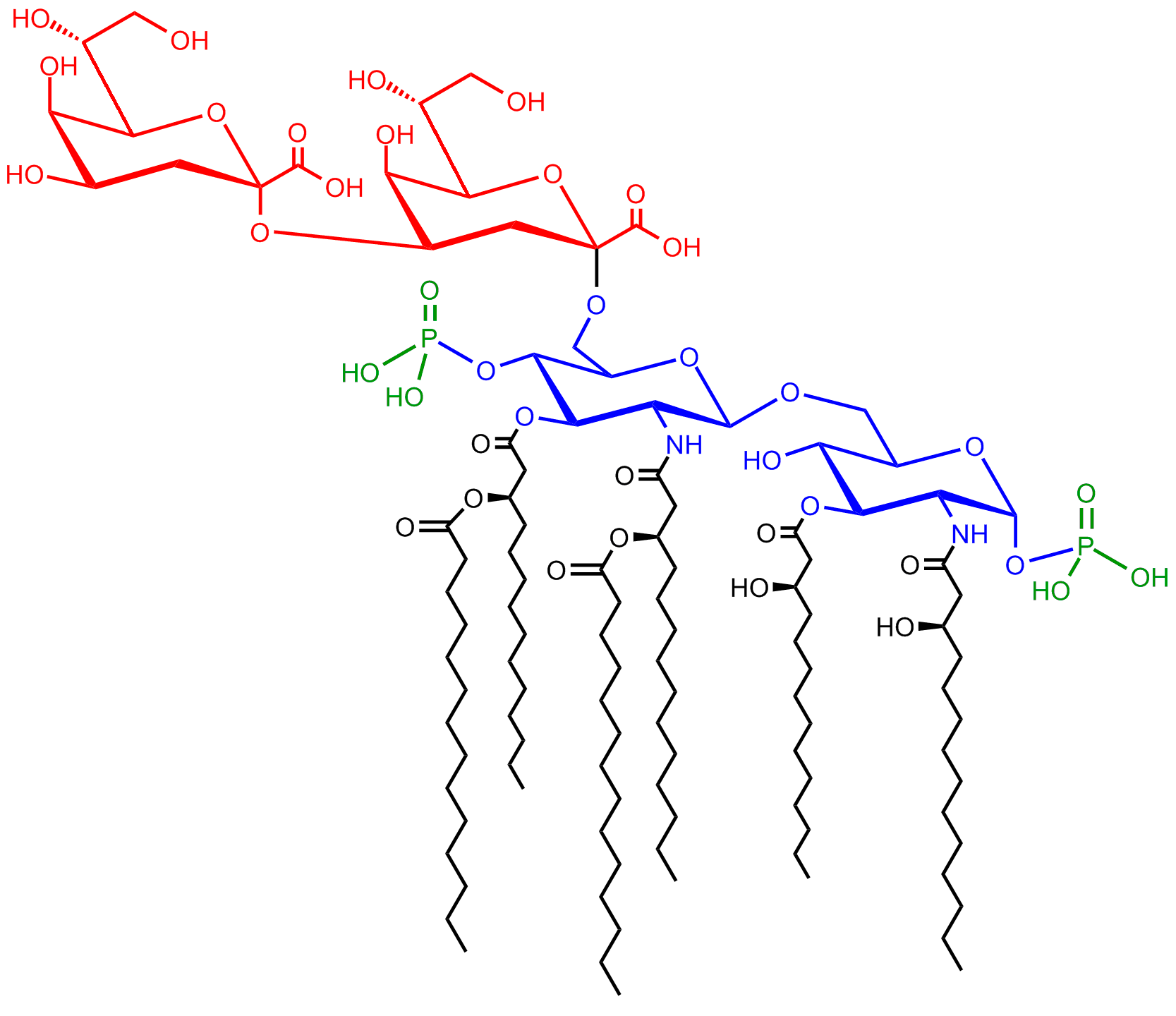
Lipopolisacárido KDO2, con el Lípido A, el núcleo, fosfatos y el Polisacárido O

El lipopolisacárido (LPS), o endotoxina, es un componente mayoritario de la membrana externa de las bacterias Gram negativas; está compuesto por una parte lipídica y cadenas características de oligosacáridos y polisacáridos. Es un estimulante del sistema inmune, con un potente efecto tóxico y entre otras funciones cumple un papel principal en la adhesión de las bacterias a las células epiteliales.
Una endotoxina es un fracción de lipopolisacárido de la pared celular de algunas bacterias gramnegativas, que al solubilizarse actúa como una toxina. Se libera de la bacteria estimulando varias respuestas de inmunidad innata, como la secreción de citocina, expresión de moléculas de adhesión en el endotelio y activación de la capacidad microbicida del macrófago.

## Estructura
El lipopolisacárido consta principalmente de dos partes: un glucolípido denominado lípido A, y un heteropolisacárido denominado el núcleo (core,  en inglés) unidos entre sí por el azúcar ácido 3-desoxi-D-manooctuIosónico (KDO).
- El lípido A está compuesto por un disacárido de dos unidades de glucosamina fosforilada unidas por enlace β (1→6), esterificado con ácidos grasos; los más comunes son el ácido caproico, ácido láurico, ácido mirístico, ácido palmítico y ácido esteárico. El lípido A es la endotoxina bacteriana, y es el responsable del desencadenamiento de la respuesta inmunitaria en el sujeto infectado y, por tanto, de la fiebre y el malestar.[1]

- El núcleo se divide en dos partes: una región interna, compuesta por heptosas, ácido 3-desoxi-D-manooctulosónico (Kdo) y L-glicero-D-manoheptosa (Hep), y una externa, formada por hexosas (glucosa, galactosa y N-acetilglucosamina).

- En algunos microorganismos el LPS presenta una región adicional denominada el antígeno O. Permite clasificar a las especies que lo poseen en serogrupos. Está formado por polímeros de oligosacáridos de longitud variable. Los azúcares que lo componen son neutros y acídicos, aminoazúcares, y raras veces azúcares inusuales como 6-desoxihexosas y 3,6-didesoxihexosas. Actúa como receptor para muchos bacteriófagos, y en el hospedador evita el reconocimiento del lípido A por parte de los macrófagos.[2]

En el lado interno de la membrana exterior de algunas bacterias Gram negativas se encuentra una lipoproteína compleja, es una proteína pequeña de peso molecular de unos 7200 dalton, que sirve de anclaje entre el LPS y el peptidoglucano; el aminoácido terminal de la lipoproteína es un resido de cisteína modificado para contener un ácido graso unido por enlace amida al grupo amino del aminoácido; es este extremo el que se une con los fosfolípidos de la membrana externa.
El lipopolisacárido es una toxina termoestable, resistente incluso a la esterilización en autoclave, liberada por las bacterias gram negativas al morir y lisarse. Su antígeno provoca un amplio espectro de efectos fisiopatológicos: cuando la cantidad en sangre es suficiente, el lipopolisacárido produce la muerte en una o dos horas, debido a shock irreversible y colapso cardiovascular.

## Mecanismo de acción
Las endotoxinas, en especial el lípido A activa macrófagos, los cuales secretan Interleucina-1 productora de fiebre, factor de necrosis tumoral causante de necrosis y hemorragias en varios tejidos y óxido nítrico que produce hipotensión arterial. Activan la cascada de la coagulación, fundamentalmente por vía de C3a que produce hipotensión y edema y C5a que estimula la quimiotaxis en neutrófilos. Activan al factor Hageman que es activador de la coagulación hasta el punto de conllevar a una coagulación intravascular diseminada.